# 梅照院 (さいたま市)
梅照院（ばいしょういん）は、埼玉県さいたま市岩槻区にある日蓮宗の寺院。

## 歴史
天文 - 天正年間（1532年 - 1592年）、梅照院日如によって開山された。当初は「妙広寺」という名称であったが、後に開山にちなみ「梅照院」に改称された。江戸時代の記録によれば、現在よりも境内は広かったという。
1997年（平成9年）に本堂や客殿を新築している。

## 交通アクセス
- 岩槻駅より徒歩22分。